# Qataban

Qataban (3e eeuw na Christus)

inscriptie van koning Shahr Hilal, zoon van Yada'ib Dhubyan (rond 370 voor Christus)

Qataban (Oud Zuid-Arabisch: Qtbn ; ook Kataban of Ḳataban) was een koninkrijk in Jemen vanaf de 8e eeuw v.Chr.
De hoofdstad van het land was Timna, gelegen aan de wierookroute. Net als de andere Zuid-Arabische rijken was Qataban sterk afhankelijk van de wierookhandel. De economie van het koninkrijk was gebaseerd op de teelt en handel in specerijen, wierook en mirre. Deze werden geëxporteerd naar de Middellandse Zee, India en Abessinië, waar ze door veel culturen werden gewaardeerd. Het transport gebeurde per kameel door Arabië of over zee naar India of de Middellandse Zee. 

## Geschiedenis
De oorsprong van Qataban in het noorden van Jemen blijft onbekend. Tegen het einde van de 8e eeuw v.Chr. werd Qataban veroverd door Yitha'amar Watar I van Saba. Kort daarna kwam het onder de heerschappij van Ausan. Nadat dit was veroverd door Qatabans bondgenoot Saba, werd Qataban opnieuw een vazal van zijn westelijke buur Saba, en het verkreeg Ausan zelf en de door Ausan onderworpen gebieden aan de kust van de Indische Oceaan. De mate waarin Qataban de maritieme handel met Afrika en India kon controleren, is onduidelijk. De zuidkust van Jemen stond onder Sumuhu'ali Yanuf III, dat wil zeggen kort voor de onafhankelijkheid van Qataban, nog steeds onder controle van Saba. 
In de 4e of 3e eeuw v.Chr. kon Qataban, waarschijnlijk in alliantie met Ma'in en Hadramaut, zich losmaken van de Sabaanse dominantie onder koning Yada'ib Yigal I. Hoewel Saba enkele decennia later in de Slag bij Tuhargib de opkomst van Qataban kon tegenhouden, kon de ineenstorting van het Sabaanse rijk niet langer worden voorkomen. Sindsdien regeerde het Qataban-rijk, naast de Qataban-, Radman-, Madhay-, Almalik- en Yahir-stammen vertegenwoordigd in de Staatsraad, de buitengebieden van Ausan, Kahad, Dahas, Tubanaw, die voortkwamen uit het voormalige rijk van Ausan, en die in het westen, bij de Bab el Mandeb-districten. 
Met de verovering van Hadramaut door Yada'ib Dhubyan Yuhan'im (220–205 v.Chr.) en de overwinning op de Amir bereikte Qataban het hoogtepunt van haar macht: het beheerste nu grote delen van de Jemenitische kustvlakte en bezat tegelijkertijd een verbinding met de Wierookroute. Vijf generaties lang sinds Haufi'amm Yuhan'im II droegen de Qataban-heersers de titel mukarrib, wat hen waarschijnlijk identificeerde als "verbinders" van de tribale confederatie die de staat vormde.
Korte tijd slaagde Qataban onder koning Shahr Yigal Yuhargib II (rond 80 v.Chr.) er zelfs in om de hegemonie te vestigen over het koninkrijk Ma'in, dat de wierookroute controleerde, maar kort daarna stortte de Qataban-dominantie over Zuid-Arabië in. Waarschijnlijk met hulp van Saba werden Radman, Ausan, Ma'afir en het voorheen niet genoemde Himyar onafhankelijk. Het westen van Qataban en iets later Ma'in vielen daarmee in handen van Saba en Himyar, wat een einde maakte aan het Qataban-rijk, dat de Sabaanse dominantie over het oude Jemen had vervangen.
Als gevolg hiervan nam de macht van de Qatabaanse koning verder af. Shahr Yigal Yuhargib III (volgens Kenneth A. Kitchen rond 45-65 n.Chr.) verloor tijdelijk de wetgevende macht over sommige stammen in het kerngebied van Qataban. In de 1e eeuw na Christus verloor Timna haar status als hoofdstad van Qataban, en in plaats daarvan werd Dhu-Ghail (Hajar ibn Humaid), slechts een paar kilometer verderop, het centrum van Qataban. 
Rond 150 veroverde Hadramaut uiteindelijk Qataban. Uiterlijk onder het bewind van de Hadramitische koning Yadi'ab Ghailan II was Qataban volledig in Hadramitische handen.

## Godsdienst
In Qataban werd Athtar (de Venusster-god) aanbeden als rijksgod. Daarnaast waren de maangod Amm en Anbay, die hem volgden in officiële aanroepingen, evenals de zonnegod Athirat van groot belang.